# 888poker
888poker er et online pokernetværk, der blev grundlagt i 2002. Det er verdens tredjestørste online pokerrum, og del af det online underholdningsbrand ejet af 888 Holdings plc.

## Historie
Oprindeligt lanceret som Pacific Poker i 2002, blev det senere rebrandet som 888poker. I begyndelsen accepterede Pacific Poker alle spillere globalt og fik succes fra starten, som spillerne sluttede sig til fra 888s etablerede kasinoside, der var blevet lanceret flere år tidligere i 1997.
Da 109. Kongres i USA vedtog Loven Om Ulovlig Internetgambling i 2006 (UIGEA), blev 888poker nødt til at lukke dørene for amerikanske spillere.
888poker var det første online pokerrum til at lancere webcam pokerborde, hvilket giver spillerne mulighed for at interagere mere, og gør spillet til en mere social oplevelse.
I Danmark blev 888poker lanceret som en lokaliseret version i september 2015, efter at have erhvervet sig en licens fra Spillemyndigheden.  Efter lanceringen sagde landeleder for 888 i Danmark, Simon Ravn, at "Vi har et lidt andet approach til det danske pokermarked, end mange af de andre pokerudbydere; vi vil gerne tilbyde value til alle vores spillere, frem for at fokusere på sign up-bonusser og nye kunder", hvortil han tilføjede, at "folk vil jo fortsat gerne spille poker, og vi tror, vi kan tilbyde en ny, frisk oplevelse hos os".
I januar 2018 annoncerede 888poker, at de ville forlade det australske marked på grund af ændringer i reglerne.

### 888poker ambassadører
En række højtprofilerede pokerspillere og berømtheder fungerer som ambassadører for 888poker brandet, herunder Denilson e Oliveira Araújo, Dominik Nitsche, Chris Moorman, Kara Scott, Parker Tallbot, Sofia Lövgren og Vivian Saliba.
Den uruguayanske fodboldspiller, Luis Suárez, sluttede sig til 888poker i 2014, men blev droppet efter fodboldsspillerens voldshændelse ved 2014 FIFA World Cup.

### Priser
| Pris                                           | År               |
| ---------------------------------------------- | ---------------- |
| Bedste digitale operatør, Global Gaming Awards | 2016             |
| Bedste spilproducent                           | 2012             |
| Årets operator, eGR operator prizes            | 2011, 2012, 2013 |
| Årets socialt ansvarlige operatør              | 2010             |

## Begivenheder

### 888live og XL Championships Series
888poker holder 888live, der er en serie af pokerfestivaler, som afholdes hele året i byer rundt omkring i verden. 888poker holder også tre onlineserier om året - XL Inferno, XL Eclipse, og XL Blizzard, der kollektivt kaldes for CL Championships Series. Den første 888live begivenhed fandt sted i september 2017 i Brasilien.

### World Series of Poker
888poker har været hovedsponsor og eksklusiv onlineudbyder af WSOP-kvalifikationssatellitter og promoveringer siden 2014, og havde en begivenhed ved Casino Copenhagen, der tog plads i maj 2016.

### Super High Roller Bowl
I 2016 og 2017 var 888poker hovedsponsor for Poker Centrals Super High-roller Bowl, der med en $300,000 buy-in, var den næststørste buy-in i pokerturneringen.

### World Poker Tour
I november 2017 oprettede 888poker og World Poker Tour (WPT) et partnerskab, som gav 888poker-spillere en ny, dedikeret adgangskanal til WPTDeepStacks begivenheden i Berlin.